# Skrokksalda
Skrokksalda är ett berg i republiken Island. Det ligger i regionen Suðurland, 170 km öster om huvudstaden Reykjavík. Toppen på Skrokksalda är 922 meter över havet, eller 221 meter över den omgivande terrängen. Bredden vid basen är 3,0 km.
Trakten runt Skrokksalda är nära nog obefolkad, med mindre än två invånare per kvadratkilometer. Det finns inga samhällen i närheten. Trakten runt Skrokksalda består i huvudsak av gräsmarker.